# دومينغو كابيلا
دومينغو كابيلا (بالبرتغالية: Aníbal Capela‏) هو لاعب كرة قدم برتغالي في مركز الدفاع، ولد في 8 مايو 1991 في Vila Verde ‏ في البرتغال. شارك مع منتخب البرتغال تحت 18 سنة لكرة القدم ومنتخب البرتغال تحت 19 سنة لكرة القدم ومنتخب البرتغال تحت 20 سنة لكرة القدم ومنتخب البرتغال تحت 21 سنة لكرة القدم. أما مع النوادي، فقد لعب مع أكاديميكا كويمبرا وسبورتينغ براغا وموريرينسي ونادي ريو أفي ونادي فيزيلا.

## وصلات خارجية
- دومينغو كابيلا على موقع قاعدة بيانات كرة القدم.إي يو (الإنجليزية)
- دومينغو كابيلا على موقع Soccerway.com (الإنجليزية)
- دومينغو كابيلا على موقع AS.com (الإسبانية)